# Siilinjärvi
Siilinjärvi är en kommun i landskapet Norra Savolax i Finland. Siilinjärvi har 21 293 invånare (2021), på en yta av 507,81 km².
Siilinjärvi är enspråkigt finskt.

## Politik

### Mandatfördelning i Siilinjärvi kommun, valen 1976–2021
| 8 | 6 |  | 12 |  |  | 6 |

| 7 | 6 |  | 12 | 2 |  | 6 |

| 7 | 7 | 2 | 2 | 17 |  | 7 |

| 6 | 7 | 2 | 3 | 17 |  | 7 |

| 7 | 8 | 3 | 3 | 15 |  | 6 |

| 6 | 8 | 2 |  | 19 |  | 6 |

| 5 | 8 | 3 |  | 18 | 2 | 6 |

| 4 | 10 | 3 | 17 |  | 8 |

| 20 | 23 |

| 4 | 8 | 3 | 2 | 16 |  | 9 |

| 22 | 21 |

| 3 | 8 |  | 7 | 17 |  | 6 |

| 24 | 19 |

| 3 | 7 | 4 | 4 | 18 | 2 | 5 |

| 23 | 20 |

|  | 7 | 4 | 7 | 17 |  | 6 |

| 22 | 21 |

## Befolkningsutveckling
| Befolkningsutvecklingen i Siilinjärvi kommun 1975–2020                                                       | Befolkningsutvecklingen i Siilinjärvi kommun 1975–2020 | Befolkningsutvecklingen i Siilinjärvi kommun 1975–2020 | Befolkningsutvecklingen i Siilinjärvi kommun 1975–2020 | Befolkningsutvecklingen i Siilinjärvi kommun 1975–2020 |
| --- | ------------------------------------------------------ | ------------------------------------------------------ | ------------------------------------------------------ | ------------------------------------------------------ |
| |                                                        |                                                        |                                                        |                                                        |
| År |                                                        |                                                        | Folkmängd                                              |                                                        |
| 1975 | 1975                                                   |                                                        | 12 935                                                 |                                                        |
| 1980 | 1980                                                   |                                                        | 15 168                                                 |                                                        |
| 1985 | 1985                                                   |                                                        | 16 941                                                 |                                                        |
| 1990 | 1990                                                   |                                                        | 18 749                                                 |                                                        |
| 1995 | 1995                                                   |                                                        | 19 304                                                 |                                                        |
| 2000 | 2000                                                   |                                                        | 19 742                                                 |                                                        |
| 2005 | 2005                                                   |                                                        | 20 271                                                 |                                                        |
| 2010 | 2010                                                   |                                                        | 21 010                                                 |                                                        |
| 2015 | 2015                                                   |                                                        | 21 794                                                 |                                                        |
| 2020 | 2020                                                   |                                                        | 21 251                                                 |                                                        |
| Anm: Uppgifterna avser förhållandena den 31 december nämnda år enligt områdesindelningen den 1 januari 2022. |                                                        |                                                        |                                                        |                                                        |

## Bildgalleri

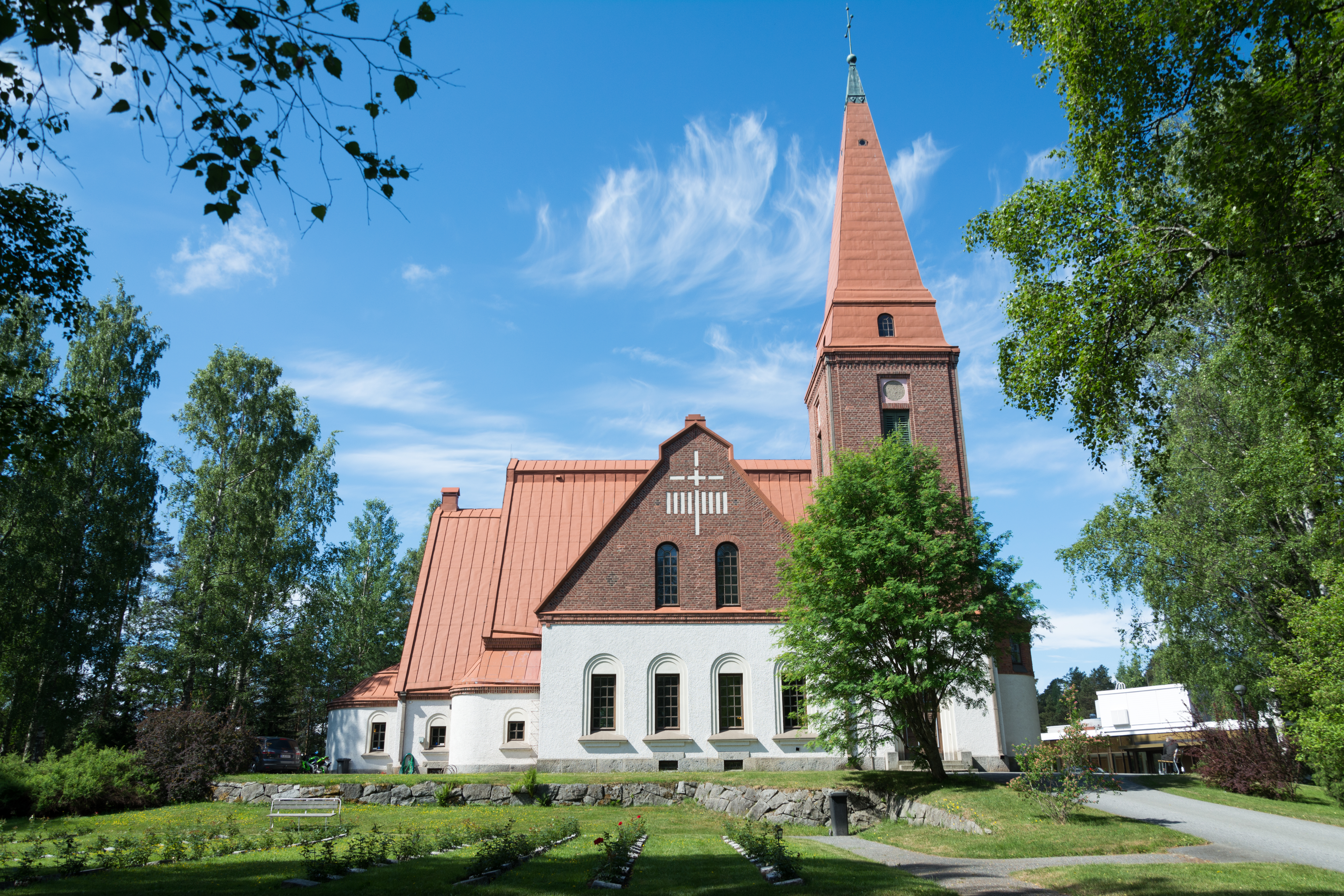
Siilinjärvi kyrka
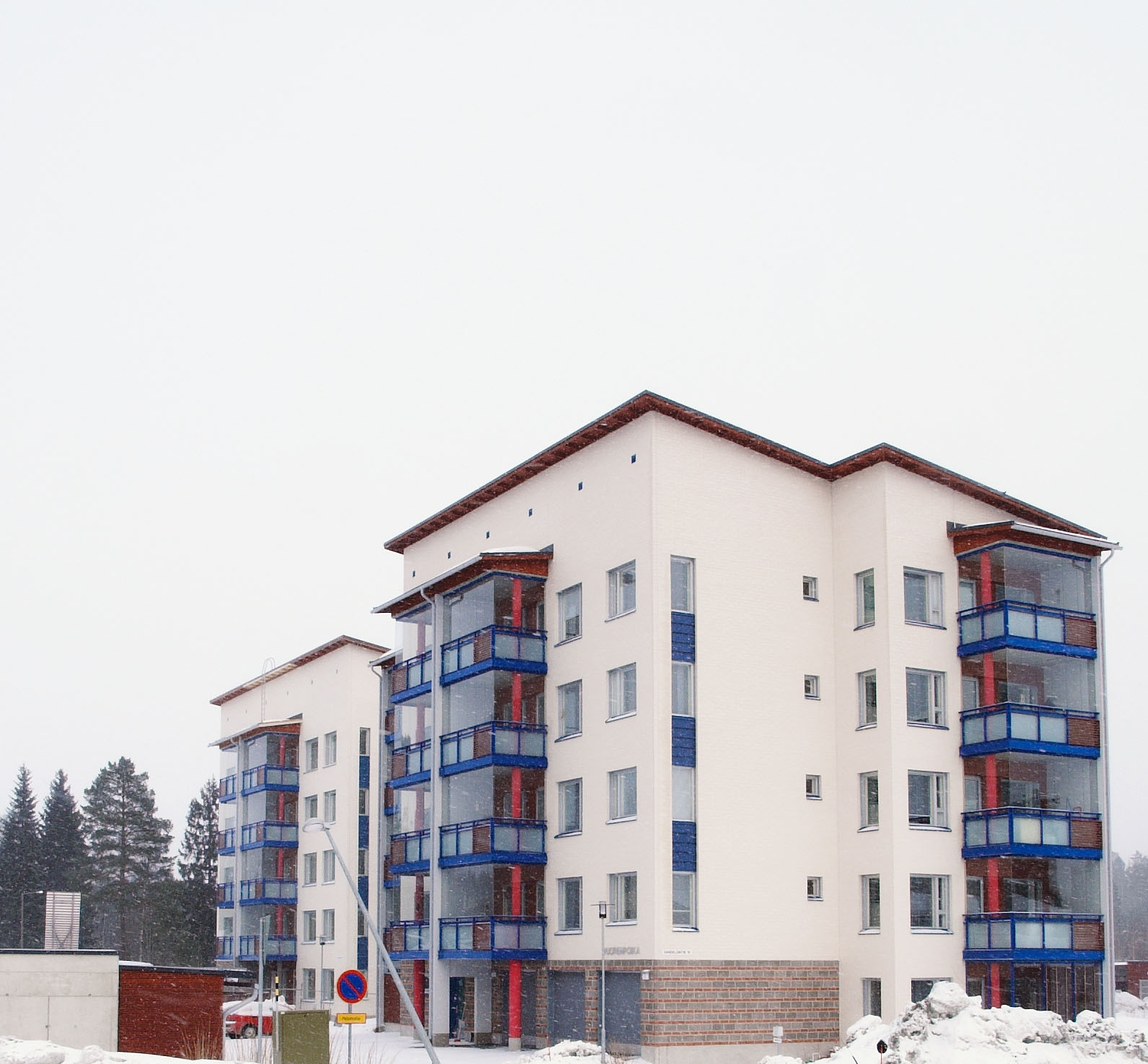
Nybyggda flervåningshus i Siilinjärvi
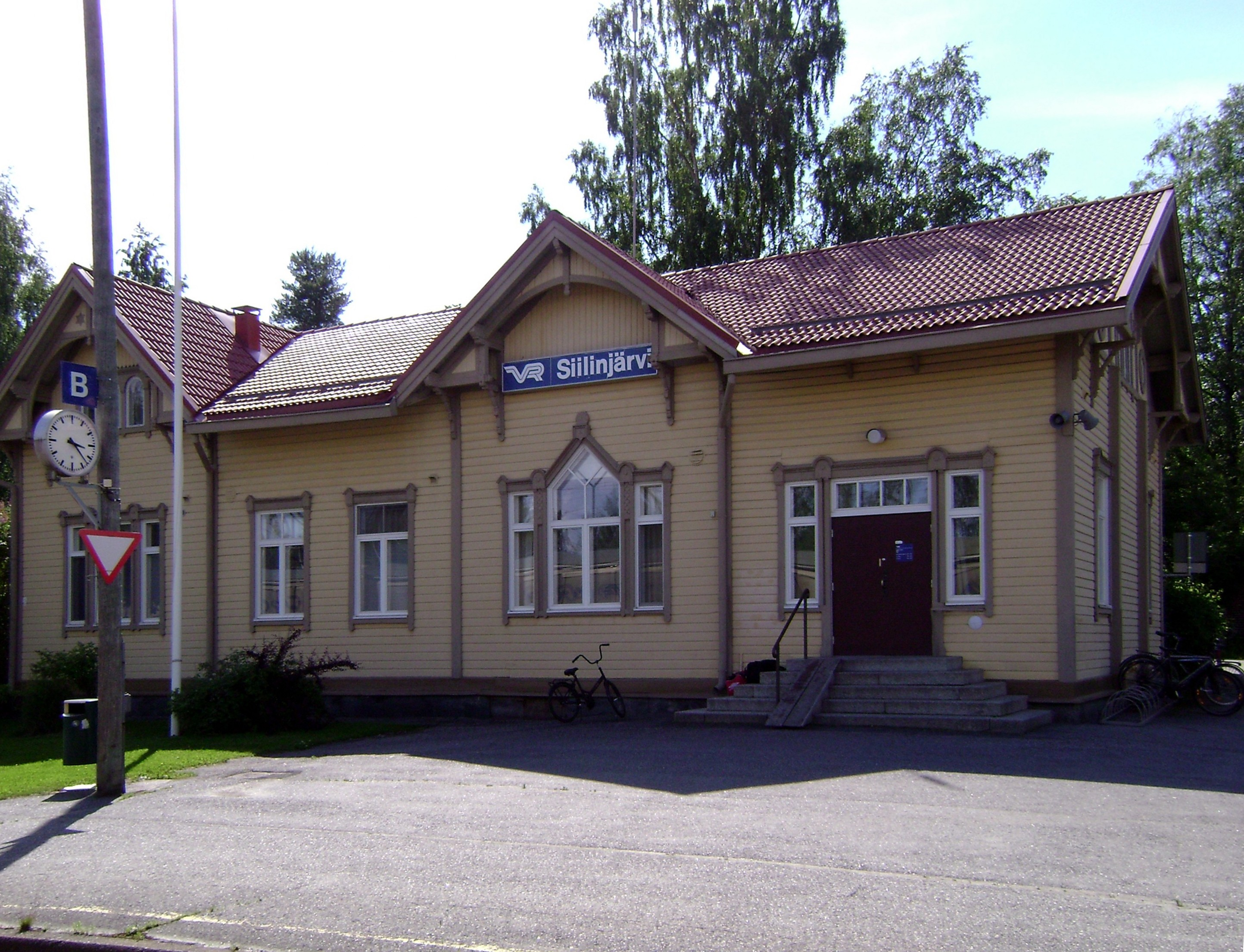
Siilinjärvi järnvägsstation
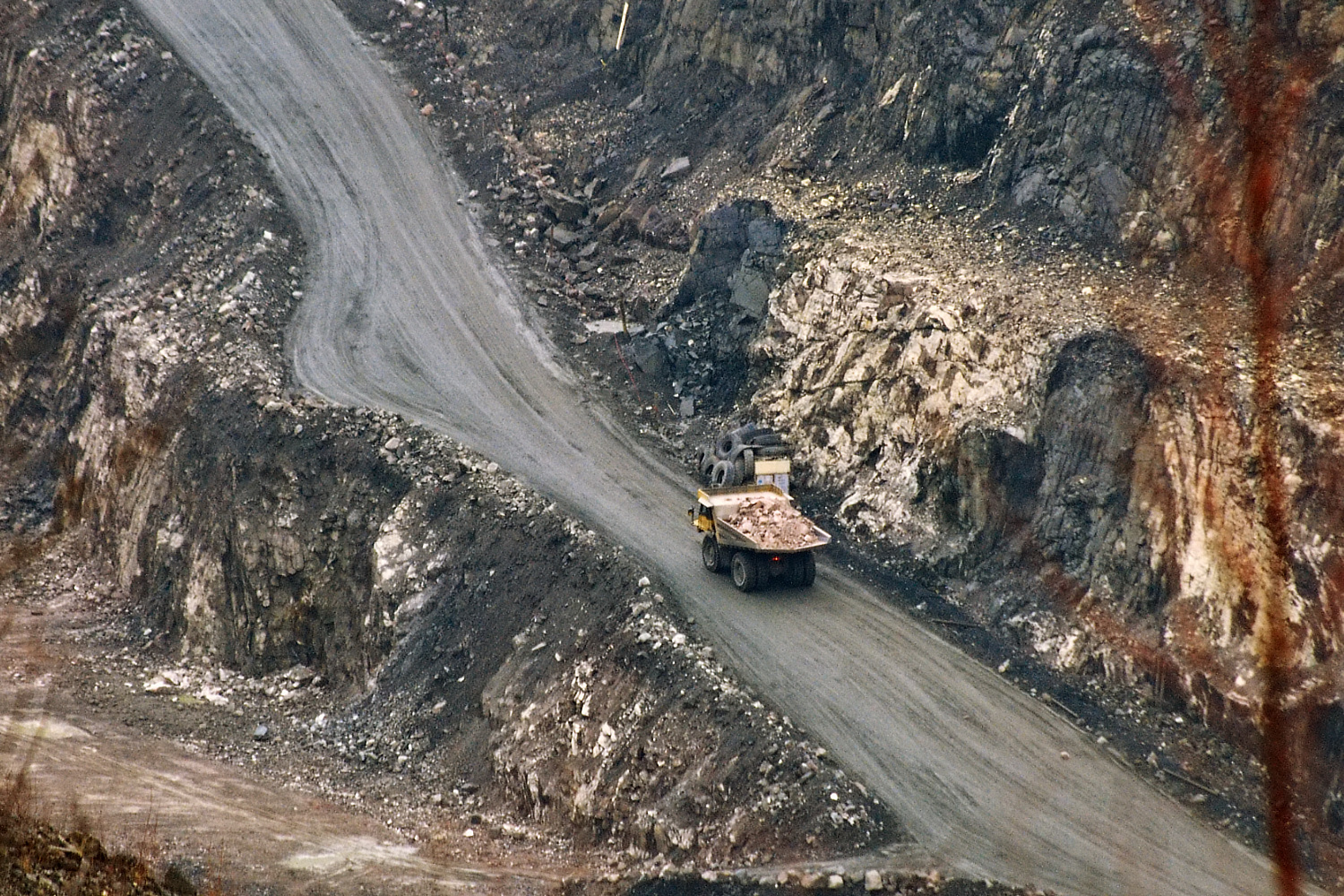
Fosforgruvan i Siilinjärvi